# Synophis bicolor
Synophis bicolor — вид змій родини полозових (Colubridae). Мешкає в Еквадорі і Колумбії.

## Поширення і екологія
Synophis bicolor мешкають в низовинах на північному заході Еквадору, в провінції Есмеральдас, та на крайньому південному заході Колумбії. Вони живуть у вологих рівнинних тропічних лісах, на висоті від 200 до 300 м над рівнем моря.

## Збереження
МСОП класифікує цей вид як такий, що перебуває під загрозою зникнення. Synophis bicolor загрожує знищення природного середовища.